# Ave marina

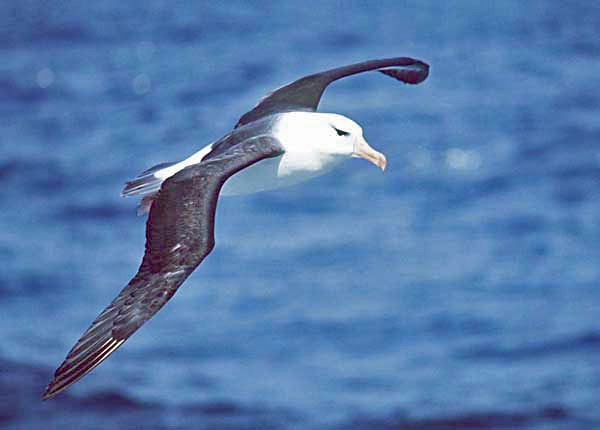
Albatros (familia Diomedeidae) planeando sobre el océano.

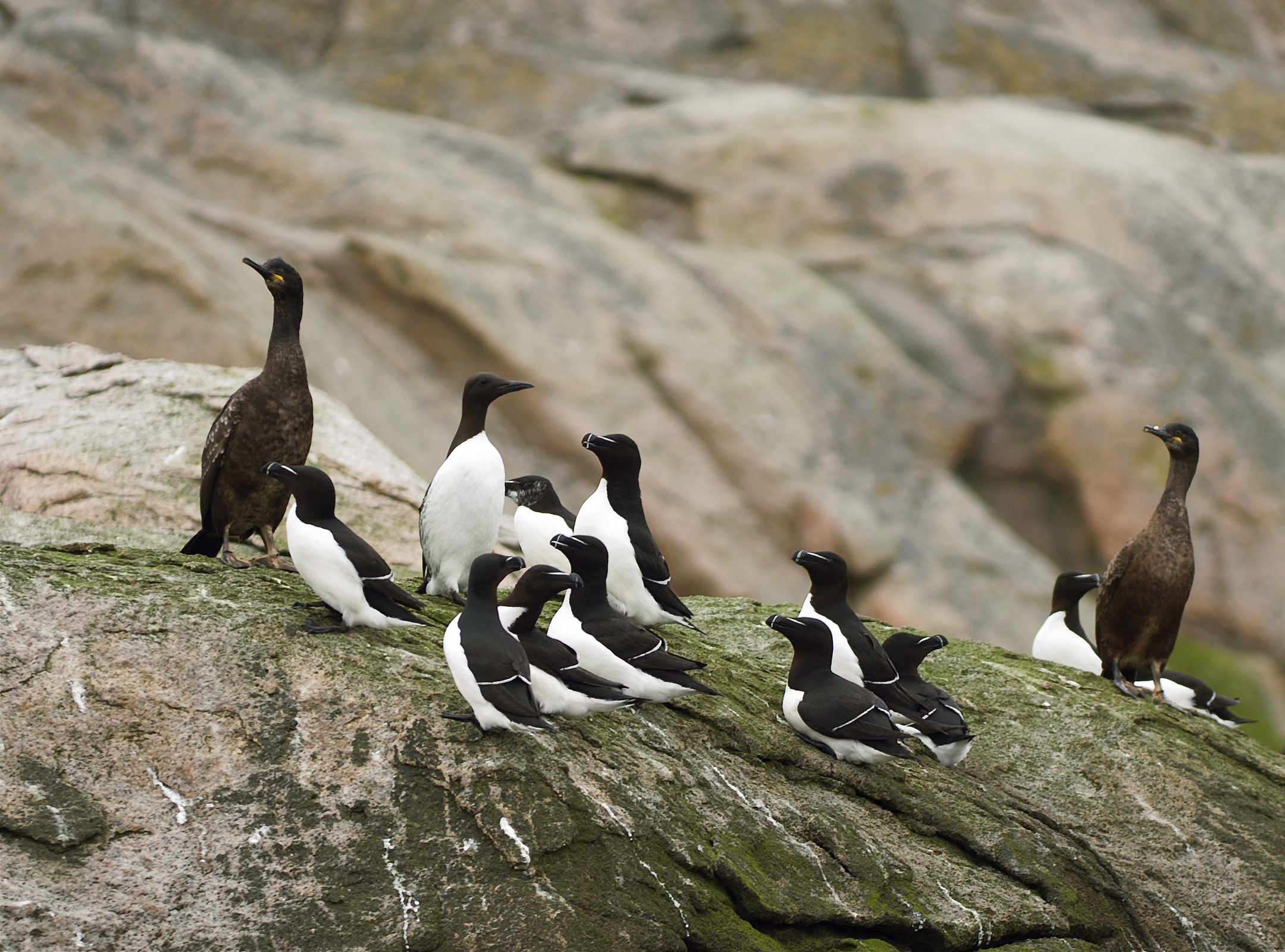
Algunas aves marinas (cormoranes moñudos, alcas y araos) descansando en un acantilado de las islas Lofoten, cerca de una colonia de cría.

Las aves marinas son un tipo de aves adaptadas para la vida en hábitats marinos. Si bien son muy distintas entre sí en cuanto a su estilo de vida, comportamiento y fisiología, suelen manifestar casos de evolución convergente, dado que desarrollaron adaptaciones similares ante problemas idénticos, relacionados con el ambiente y los nichos de alimentación. Las primeras aves marinas evolucionaron en el período Cretácico, aunque las familias modernas surgieron en el Paleógeno.
Por lo general, las aves marinas viven mucho tiempo, se reproducen más tarde y en sus poblaciones hay menos individuos jóvenes, a los que los adultos dedican mucho tiempo. Numerosas especies anidan en colonias, que pueden variar de tamaño entre una docena de aves y millones. Otras son conocidas por realizar largas migraciones anuales, que las llevan a cruzar el ecuador o en muchos casos rodear la Tierra. Pueden alimentarse en la superficie del océano o en sus profundidades, e incluso entre sí. Algunas son pelágicas o costeras, mientras que otras pasan parte del año alejadas completamente del mar.
La morfología de las aves marinas depende de muchos factores. Por ejemplo, la simetría del cuerpo de las aves se determina por el tipo y las funciones de su vuelo, que se agrupan en las categorías de caza, desplazamiento a lugares de anidación o reproducción y migración. Un ave marina tiene, en promedio, una masa corporal de alrededor de 700 g, una envergadura de 1,09 m y un área total de alas de 0,103 m². Sin embargo, estas variables dependen del mecanismo de vuelo y de la etiología de la especie.
Las aves marinas poseen una larga historia de convivencia con el hombre: han proporcionado comida para los cazadores, han orientado a los pescadores hacia los bancos de pesca y han guiado a los marineros a las costas. Debido a que varias especies están amenazadas por actividades humanas, los movimientos a favor de la conservación ambiental las han tenido en cuenta.

## Clasificación
No existe una definición única que determine cuáles grupos, familias y especies son aves marinas y la mayoría son, de alguna manera, arbitrarias. La denominación «ave marina» no tiene ningún valor taxonómico; es solo una agrupación en cierto modo artificial que no es usada por los científicos en la clasificación. Se puede considerar que se trata de un sistema de clasificación taxonómica popular puesto que engloba diversos grupos taxonómicos pero excluye algunas especies. En palabras de dos científicas especialistas, E. A. Schreiber y J. Burger: «La única característica común de todas las aves marinas es que se alimentan en el agua de mar, pero, al igual que sucede con la mayoría de las afirmaciones en Biología, algunas no lo hacen».
De forma convencional, se clasifican como aves marinas todos los esfenisciformes y procelariformes, junto con todos los pelecaniformes excepto los aníngidos y algunos caradriformes —los estercoráridos, láridos, estéridos, álcidos y rincópidos—. Se suele incluir también a los falaropos, dado que aunque sean aves limícolas, dos de sus tres especies son oceánicas durante nueve meses al año, en los que cruzan el ecuador y se alimentan en el mar abierto. Los gaviformes y podicipediformes, que anidan en los lagos pero pasan el invierno en el mar, se categorizan como aves acuáticas. A pesar de que existen algunos merginos dentro de la familia Anatidae que son verdaderamente marinos en invierno, se los excluye por convención de este grupo. Muchas aves limícolas y ardeidas pueden ser consideradas marinas, dado que habitan en la costa, pero no se las clasifica de esta manera.

## Evolución y registro fósil

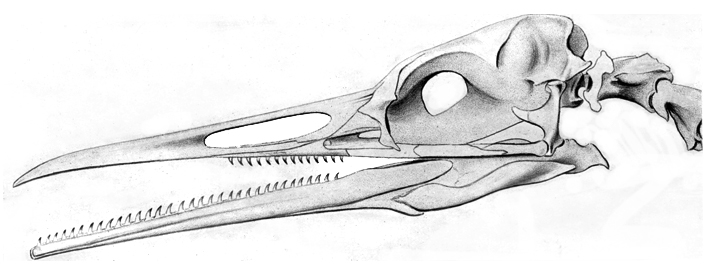
Hesperornis, un ave marina del Cretácico.

Las aves marinas, debido a que pasan su vida en medios sedimentarios, es decir, ambientes en los que existe una sedimentación casi permanente, están bien representadas en el registro fósil. Se sabe que surgieron en el período Cretácico. Por ejemplo, de este período datan los Hesperornithiformes, un grupo de aves no voladoras parecidas a los somorgujos, que podían bucear en forma similar a estos y a los colimbos —utilizando sus patas para desplazarse debajo del agua—, si bien esta familia poseía un pico con dientes afilados.
Pese a que Hesperornis no parece haber dejado descendientes, las primeras aves marinas modernas también surgieron en el Cretácico, con una especie denominada Tytthostonyx glauconiticus, aparentemente relacionada con los procelariformes o con los pelecaniformes. En el Paleógeno, los océanos estaban dominados por los primeros proceláridos, pingüinos gigantes y dos familias extintas, Pelagornithidae y Plotopteridae, un grupo de aves de gran tamaño y similares a los pingüinos. Los géneros modernos comenzaron su gran expansión en el Mioceno, aunque Puffinus, que incluye a las actuales pardela pichoneta y pardela sombría, data del Oligoceno. La mayor diversidad de aves marinas parece que se dio en el Mioceno tardío y el Plioceno. Al final de este último, la cadena trófica oceánica se trastornó debido a la extinción de una considerable cantidad de especies; la expansión del número de mamíferos en el mar impidió que las aves marinas recuperaran su antigua diversidad.

## Características

### Adaptaciones para la vida marítima

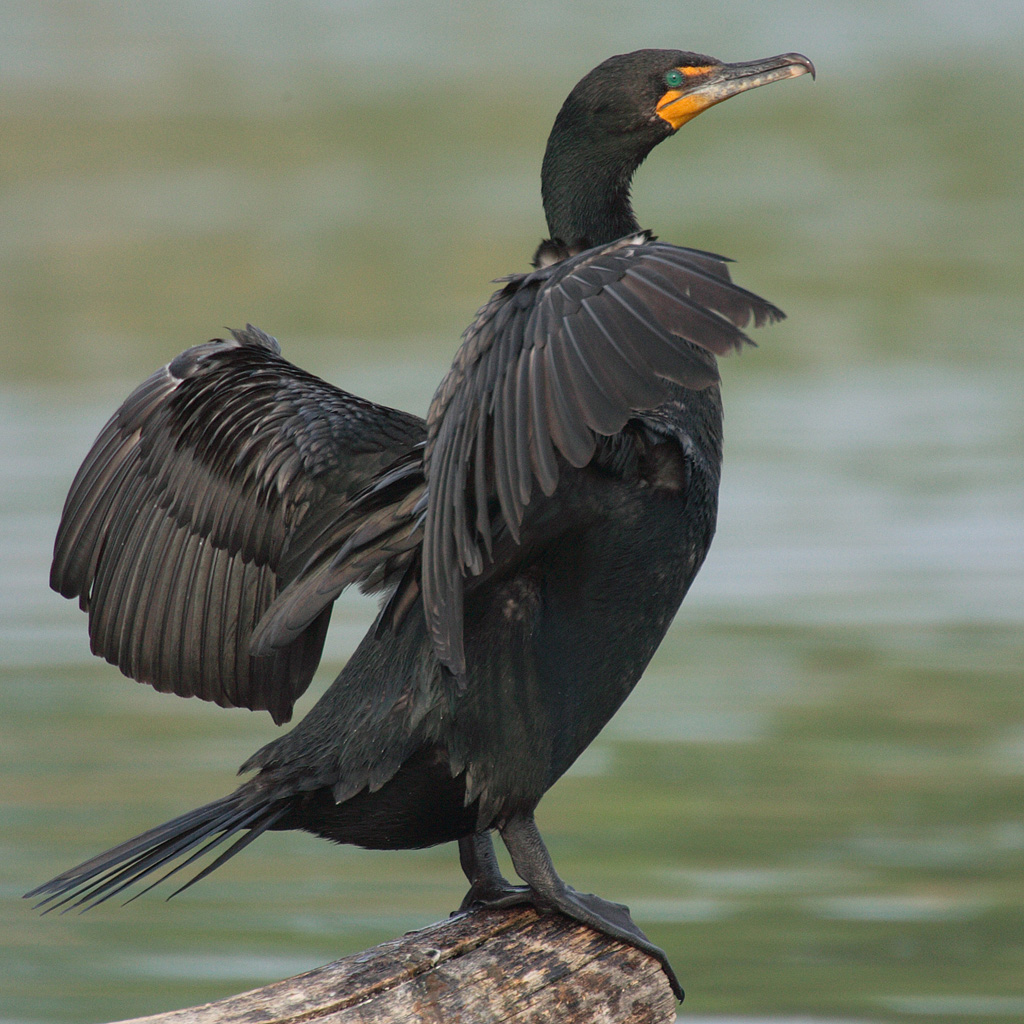
Los cormoranes, como por ejemplo el cormorán orejudo, presentan una capa de plumas única que deja pasar menos aire, pero de todas formas absorbe agua. Esto les permite termorregularse y combatir la flotabilidad natural.

Las aves marinas poseen numerosas adaptaciones para vivir y alimentarse en el mar. La morfología de sus alas se debe al nicho en el que evolucionaron, de forma tal que, al mirarlas, un científico puede conocer datos sobre su comportamiento y alimentación. Alas largas y una carga alar baja son típicas de las especies pelágicas, mientras que las buceadoras presentan alas más cortas. Especies como el albatros viajero, que busca su alimento en la superficie del océano, tienen una capacidad reducida de vuelo propulsado y dependen de un tipo de planeo llamado «dinámico» —en el que el viento desviado por las olas hace que el ave se eleve— así como del planeo de ascenso o descenso. Algunos petreles, álcidos y pingüinos presentan alas apropiadas para moverse debajo del agua y en algunos casos, como el de estos últimos, no están preparadas para el vuelo. Estas aves pueden bucear hasta 250 m y son capaces de almacenar oxígeno, ya sea en sacos de aire o a través de la mioglobina que poseen sus músculos. Los pingüinos tienen un mayor volumen sanguíneo, lo que les permite almacenar más oxígeno. A la hora de bucear, también pueden disminuir su frecuencia cardíaca y llevar sangre solo a los órganos vitales. Casi todas las aves marinas tienen patas palmeadas, lo cual les permite moverse fácilmente en la superficie y, en el caso de algunas especies, bucear. Los procelariformes poseen un sentido del olfato inusualmente fuerte para un ave, que utilizan para encontrar su alimento en grandes superficies del océano, y posiblemente, para localizar sus colonias.
Las glándulas supraorbitales ayudan a que las aves marinas puedan osmorregularse y eliminar la sal que ingieren al beber y al alimentarse, particularmente de crustáceos. Las excreciones de esas glándulas —que se localizan en la cabeza— emergen de la cavidad nasal y son casi puramente cloruro de sodio, aunque también presentan pequeñas cantidades de potasio y bicarbonato, junto con una mínima porción de urea. Están bajo control del nervio parasimpático y pueden ser detenidas con anestesia y drogas tales como los inhibidores del dióxido de carbono. Son una adaptación fundamental debido a que los riñones de estas aves no podrían eliminar concentraciones tan elevadas de esta sustancia; si bien todas las aves presentan una glándula nasal, esta no está tan desarrollada como la de los cormoranes o los pingüinos. De hecho, las aves marinas tienen glándulas supraorbitales de diez a cien veces más grande que las de las terrestres, dado que esto depende de la cantidad de sal a la que están expuestas. La regulación hiposmótica, es decir, el mecanismo de conservación de los organismos que viven en condiciones de extrema salinidad, se da también a través de la «reducción de flujos disparativos», como la orina, que se reduce para evitar que se pierda el agua.
A excepción de los cormoranes y algunos estérnidos, y de forma similar a la mayoría de las aves, todas las aves marinas poseen un plumaje resistente al agua. Sin embargo, en comparación con las especies de tierra, poseen más plumas para proteger su cuerpo. Este plumaje denso hace que el ave no se moje; el frío es evitado con una capa espesa de plumón. Los cormoranes presentan una capa de plumas única que deja pasar menos aire y que, como consecuencia, hace que absorban agua. Esto les permite nadar sin luchar contra la flotabilidad que causa retener aire entre las plumas, pero también retienen la cantidad suficiente de este como para evitar que pierdan demasiado calor en contacto con el agua.
El plumaje de la mayoría de las aves marinas, restringido a variaciones de negro, blanco o gris, es menos alegre que el de las de tierra. Ciertas especies lucen plumas vistosas, como las tropicales o ciertos pingüinos, pero el mayor colorido se concentra en los picos y patas. El plumaje de las aves marinas sirve para camuflarse de modo defensivo —el color del pato-petrel antártico, que es el mismo que el de los acorazados de la Armada de los Estados Unidos, reduce su visibilidad en el mar— y agresivo —la parte blanca inferior que poseen muchas especies las ayuda a esconderse de sus presas debajo—. El hecho de que las puntas de las alas sean normalmente negras por la melanina ayuda a impedir el deterioro y la fricción en las plumas.

### Dieta y alimentación
Las aves marinas evolucionaron para obtener su alimento de los mares y océanos; de hecho, su fisiología y comportamiento están amoldados a su dieta. Estas condiciones de vida han hecho que especies de distintas familias e incluso de órdenes diferentes desarrollaran estrategias similares ante los mismos problemas, lo que constituye un gran ejemplo de evolución convergente, como la que existe entre los pingüinos y los álcidos. Se observan cuatro estrategias básicas de alimentación en el mar: alimentarse de la superficie, perseguir la comida buceando, realizar una caída en picado y depredar vertebrados de mayor tamaño. Dentro de estas categorías hay numerosas variaciones.

#### Alimentación en superficie

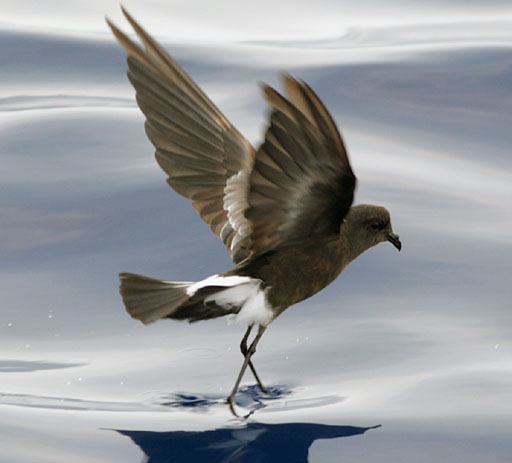
Un espécimen de paíño de Wilson «caminando» sobre la superficie del agua.

Muchas aves marinas se alimentan en la superficie del océano, dado que las corrientes suelen concentrar comida como kril, peces forrajeros, calamares y otras presas que tiene a su alcance con solo hundir la cabeza. Este método puede ser dividido en dos: la alimentación en superficie durante el vuelo —lo que hacen por ejemplo los petreles, las fragatas y los hidrobátidos— y la alimentación durante la natación —como los fulmares, las gaviotas, varias pardelas y los petreles—. En la primera categoría se encuentran algunas de las aves marinas más acrobáticas. Algunas toman bocados desde el agua, como hacen las fragatas y algunos estérnidos, y otras «caminan» correteando y dando vueltas en la superficie del agua, como algunos hidrobátidos. Muchas de ellas ni siquiera aterrizan en el agua, y algunas, como las fragatas, tienen dificultades para reemprender el vuelo si lo hacen. Otra familia que no aterriza para alimentarse es Rynchopidae, que tiene un método único para cazar: vuela cerca de la superficie con la mandíbula en el agua, que se cierra automáticamente cuando su pico toca algo. Su pico refleja su tipo de vida inusual; el maxilar inferior es más largo que el superior.
Dentro de este grupo, muchas de las aves que nadan también tienen picos únicos, adaptados a una presa en especial. Los géneros Pachyptila y Halobaena poseen picos con filtros llamados laminillas para filtrar el plancton del agua que beben. Muchos albatros y petreles tienen picos en forma de gancho para cazar a sus presas, que se mueven rápido. Las gaviotas tienen picos menos especializados, lo que refleja su estilo de vida más oportunista. En la provincia de Buenos Aires, las gaviotas se benefician de las pesquerías y consumen especímenes jóvenes de anchoíta y corvina rubia. La gaviota cocinera es, dentro de los láridos, la que tiene un espectro trófico más amplio; la gaviota de Olrog es más bien especialista.

#### Buceo de persecución

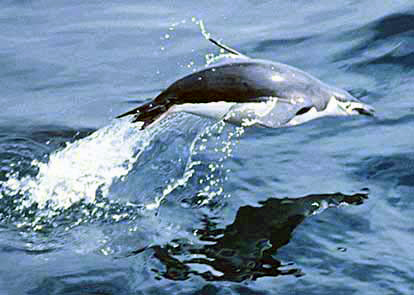
El pingüino barbijo es un ave que persigue su alimento buceando.

El buceo de persecución ejerce mayor presión sobre las aves marinas con respecto a su fisiología y a sus patrones evolutivos, pero la recompensa es un área de alimentación mayor que la de las que se quedan en la superficie. Pueden realizar propulsión debajo del agua con la ayuda de sus alas —es el caso de los pingüinos, los álcidos, los pelecanoides y algunas especies de petreles— o sus patas —como los cormoranes, los somorgujos, los colimbos y algunos tipos de patos que comen peces—. En general, las que se impulsan con las alas son más veloces que las que lo hacen con las patas. En ambos casos, el uso de las alas o las patas para bucear ha limitado su utilidad para otras situaciones: los somorgujos y colimbos caminan con gran dificultad, los pingüinos no pueden volar y los álcidos sacrificaron la eficiencia en el vuelo en favor del buceo. Por ejemplo, el alca común necesita un 64 % más de energía para volar que un petrel de tamaño equivalente. Muchas pardelas están en un lugar intermedio entre ambos recursos, dado que tienen alas más largas que los típicos buceadores impulsados por sus alas, pero mayor carga alar que los otros proceláridos que se alimentan en la superficie; esto les da la capacidad de bucear en profundidades considerables, a la vez que les permite viajar grandes distancias de modo eficiente. Dentro de esta familia, la mejor buceadora es la pardela de Tasmania, que ha sido registrada nadando 70 m bajo el mar. Algunas especies de albatros también pueden bucear, aunque en forma limitada; el albatros tiznado llega a los 12 m de profundidad. De todos los buceadores que persiguen a sus presas, los más eficientes en el aire son los albatros, y no es coincidencia que sean los peores nadadores. En los ambientes polares y subpolares, esta es la forma más usada de buscar alimento, dado que no es energéticamente viable en aguas más cálidas. Con su falta de habilidad para volar, muchas aves buceadoras están más limitadas en su área de alimentación que otras, especialmente en la temporada de reproducción, cuando los pichones necesitan alimentarse de forma regular.

#### Caída en picado
Los alcatraces, piqueros, fetontiformes, algunos estérnidos y el pelícano pardo se zambullen desde el aire. Esto les permite usar la energía de su impulso para vencer la flotabilidad natural, causada por el aire atrapado en el plumaje, y usar menos energía que los otros buceadores. De este modo, pueden utilizar recursos alimenticios distribuidos de manera más extensa, sobre todo en el caso de los mares tropicales empobrecidos. En general, este es el método de cazar más especializado entre las aves marinas; otras más generalistas, como las gaviotas y los págalos, lo utilizan, pero con menos habilidad y desde menores alturas. Los pelícanos pardos tardan años en desarrollar por completo la destreza requerida para la caída en picado; una vez maduros, pueden zambullirse desde 20 m sobre la superficie del agua y acomodan el cuerpo antes del impacto para evitar lastimarse. Se ha sugerido que este grupo solo puede cazar en aguas claras, dado que podría tener una mejor visión de su presa desde el aire. Si bien este método es preponderante en los trópicos, la conexión entre esta técnica y la claridad del agua no es tan sólida. Algunas especies que emplean esta estrategia, así como las que se alimentan en la superficie, dependen de los atunes y delfines que llevan a los cardúmenes hacia la superficie.

#### Cleptoparasitismo, carroña y depredación

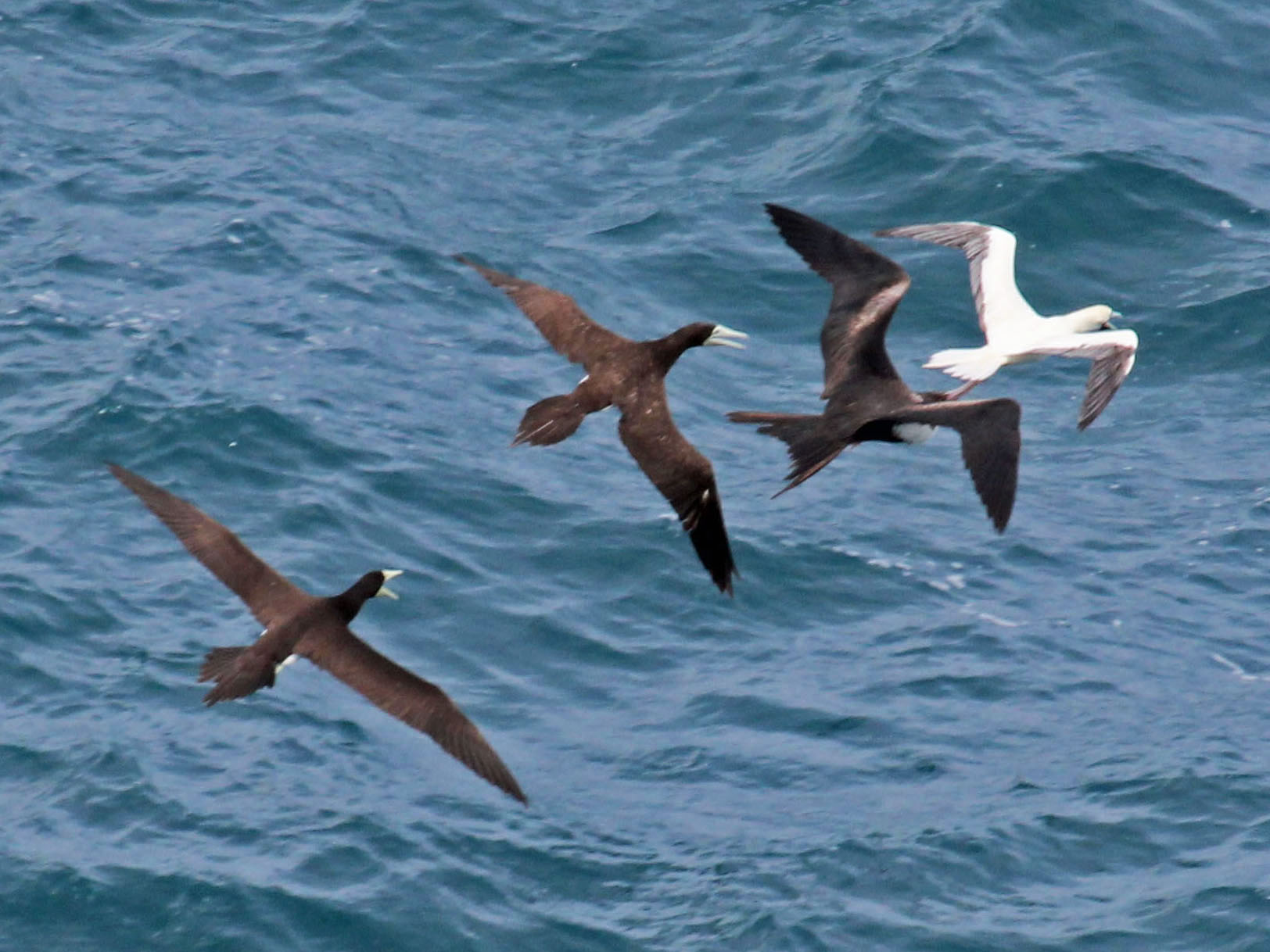
La fragata común roba el alimento del alcatraz enmascarado.

Esta categoría amplia se refiere a otras estrategias de aves marinas que forman parte del próximo nivel trófico. Los cleptoparásitos son aves marinas que asiduamente se alimentan de la comida de otras. Mayoritariamente, las fragatas y los págalos hacen uso de esta técnica, aunque las gaviotas, los charranes y otras especies roban comida de forma oportunista. El hábito de anidar de noche de algunas aves ha sido interpretado como una forma de alejarse de la presión ejercida por esta piratería aérea. Usualmente, este comportamiento se vuelve común en la época de cría de los pichones, cuando los progenitores llevan comida hacia los nidos y son interceptados por adultos jóvenes, más rápidos que las aves de más edad. De hecho, los cleptoparásitos tienden a elegir muy bien a sus víctimas. Sin embargo, el cleptoparasitismo no cumple ningún rol esencial en la dieta de ninguna especie; más bien es un suplemento nutricional obtenido a través de la caza. Un estudio acerca de cómo la fragata común roba el alimento del alcatraz enmascarado concluyó que la primera pudo obtener en el mejor de los casos un 40 % de la comida que necesita, pero que en promedio solo obtuvo un 5 %. Muchas especies de gaviota se alimentan de carroña de aves o mamíferos marinos cuando se les presenta la ocasión, al igual que los petreles gigantes. Algunas especies de albatros también son carroñeras: un análisis de los picos de calamares reveló que muchos de los calamares que comen los albatros son demasiado grandes como para haber sido atrapados vivos y eso incluye especies de aguas de profundidad media, fuera del alcance de estas aves. Algunas especies también se alimentan de otras aves marinas; por ejemplo, las gaviotas, los págalos y los pelícanos a veces depredan los huevos, los pichones y los adultos jóvenes de las colonias de nidos. A la vez, los petreles gigantes pueden capturar presas del tamaño de pequeños pingüinos y crías de foca.

### Ciclo de vida

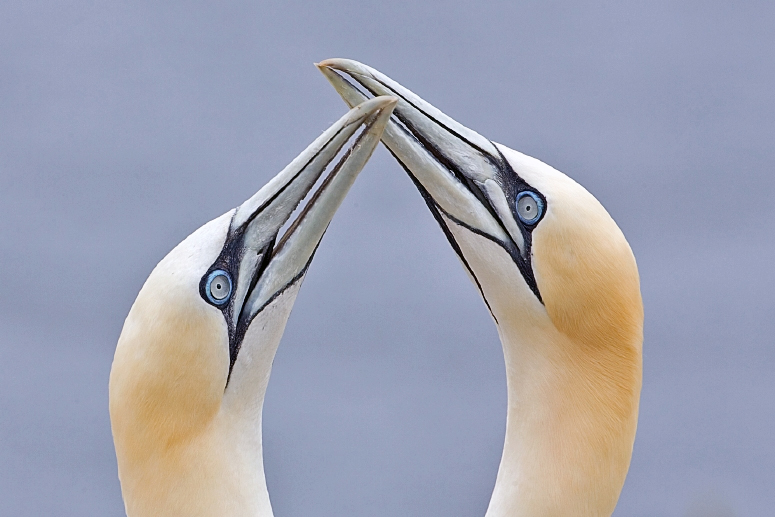
El alcatraz común realizando su danza de cortejo. Como todas las aves marinas excepto los falaropos, los alcatraces conservan una misma pareja por toda la temporada de apareamiento.

Las vidas de las aves marinas difieren ampliamente de las aves que habitan en la tierra. En general, son K-estrategas, viven mayor tiempo —entre veinte y sesenta años—, demoran su apareamiento hasta diez años e invierten mayor esfuerzo en menos crías. Muchas especies solo tienen una puesta por año, a menos que pierdan la primera —con excepciones, como el mégulo sombrío— y muchas especies, como los procelariformes o los súlidos, solo ponen un huevo por año.
Las aves marinas cuidan de los jóvenes por un tiempo prolongado que puede extenderse hasta seis meses, uno de los períodos más largos entre las aves. Por ejemplo, una vez que los pichones del arao común emplumecen, permanecen con sus progenitores en el mar por muchos meses. Las fragatas son las aves que presentan el mayor cuidado parental, con excepción de unas pocas aves de presa y del cálao terrestre sureño, especie en la que los polluelos emplumecen tras cuatro o seis meses y luego quedan al cuidado de sus padres por catorce meses más. Debido a esta extensión del período de cuidado de las crías, la reproducción tiene lugar cada dos años en vez de anualmente. Esta estrategia del ciclo de vida probablemente evolucionó en respuesta a los desafíos de la vida marina —cazar presas muy dispersas—, la frecuencia de fracasos en la reproducción debido a condiciones marinas poco favorables y la relativa falta de predadores en comparación con las aves que viven en la tierra.
Debido al mayor esfuerzo en criar a los jóvenes y porque a veces buscar el alimento implica desplazarse lejos del sitio donde está el nido, en todas las especies marinas —con excepción de los falaropos— ambos padres participan en el cuidado de los polluelos y las parejas son monogámicas al menos por una temporada. Muchas especies, como las gaviotas, los álcidos y los pingüinos, conservan la misma pareja durante varias temporadas, y muchas especies de petreles, de por vida. Los albatros y los proceláridos, que se emparejan de por vida, tardan muchos años en formar un vínculo de pareja antes de tener crías; los albatros tienen una danza de cortejo elaborada que es parte de la formación de este vínculo.

### Anidación y formación de colonias

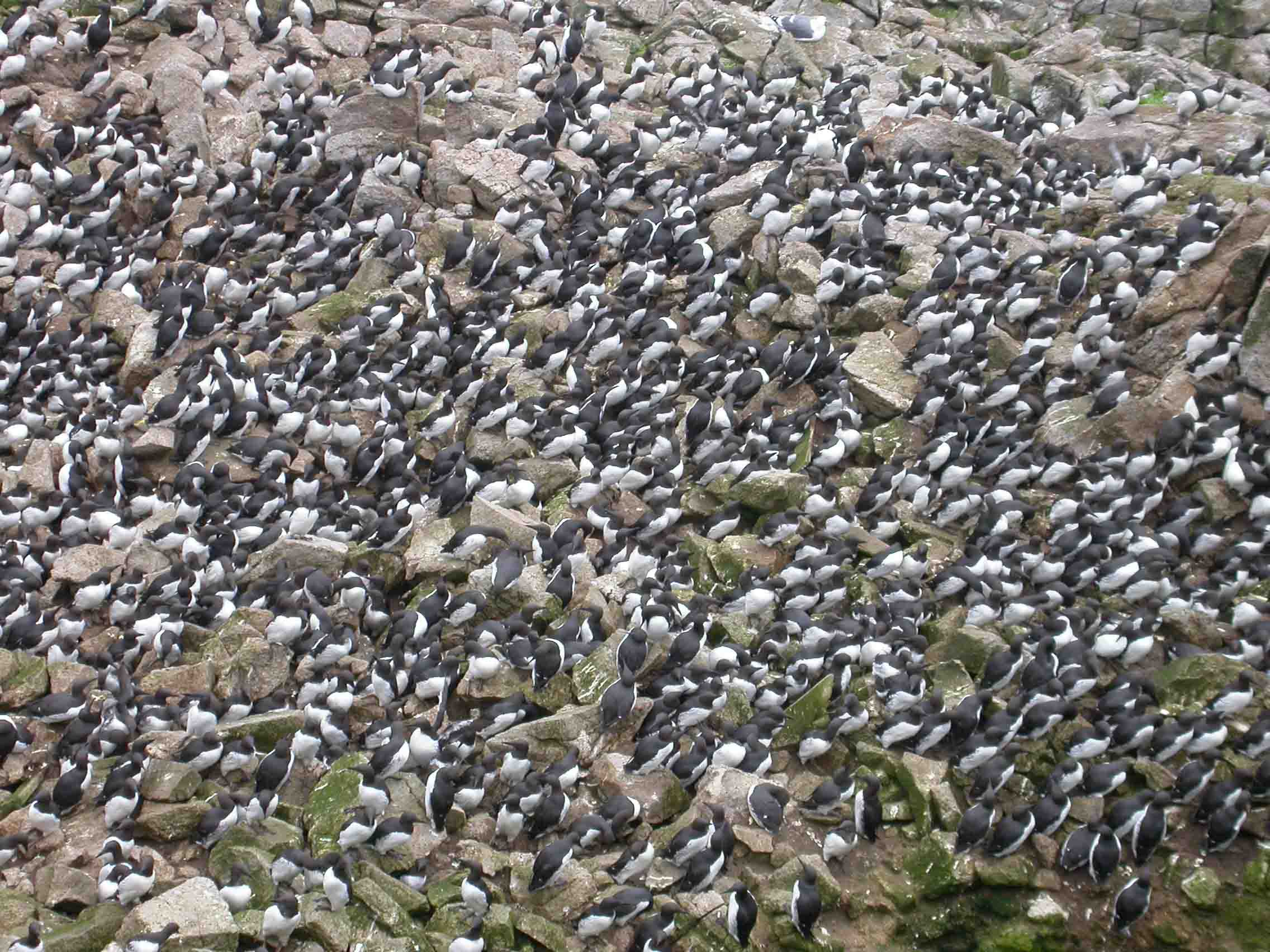
Colonia de araos comunes sobre rocas de la playa, islas y acantilados.

El 95 % de las aves marinas forma colonias; estas se encuentran entre los mayores asentamientos de aves en el mundo. Se han documentado colonias de más de un millón de aves, tanto en los trópicos (como en Kiritimati en el Pacífico) y en latitudes polares (como en la Antártida). Estos extensos grupos sirven casi exclusivamente para anidar. Fuera de la temporada de apareamiento, las aves no reproductoras se asientan en zonas donde hay mayor cantidad de presas.
La disposición de las colonias es muy variable. Se pueden encontrar nidos individuales distribuidos con espacio entre sí, como en una colonia de albatros, o concentrados, como en una colonia de araos. En la mayoría de estos asentamientos pueden anidar diferentes especies, separadas visiblemente por alguna diferenciación de nichos. Las aves marinas pueden anidar en los árboles (si están disponibles), plantas (a veces construyen sus nidos allí), acantilados, madrigueras subterráneas y grietas rocosas. Puede existir una fuerte competencia entre aves de la misma o de otra especie: por ejemplo, aves agresivas como los charranes sombríos expulsan a especies menos dominantes de los espacios de anidación más deseables. Durante el invierno, el petrel evita competir con la pardela del Pacífico, que es más agresiva. Cuando las temporadas de apareamiento se superponen, las pardelas del Pacífico pueden matar petreles jóvenes para utilizar sus madrigueras.
Muchas aves marinas tienen fidelidad de sitio y usan el mismo escondite, nido o asentamiento durante muchos años y defienden agresivamente ese territorio de rivales. Esto aumenta el éxito reproductivo, proporciona un lugar para que las parejas se reúnan y reduce el esfuerzo de buscar un nuevo lugar. Sin embargo, esta búsqueda puede traer buenos resultados para el apareamiento, si el nuevo terreno resulta productivo. Generalmente, los adultos jóvenes que se aparean por primera vez regresan a su colonia natal y anidan cerca de donde nacieron. Esta tendencia, conocida como filopatría, es tan fuerte que un estudio sobre los albatros de Laysan reveló que la distancia promedio entre el sitio de eclosión y el lugar donde un ave establecía su propio territorio era de 22 m; otro estudio, esta vez sobre las pardelas cenicientas que anidan cerca de Córcega, indicó que nueve de cada 61 jóvenes machos volvieron a aparearse en su colonia natal y anidaron en el escondite donde crecieron, incluso dos se aparearon con su propia madre. La filopatría parece propiciar el éxito del apareamiento e influye sobre la elección de pareja en el caso del alcatraz de El Cabo y del alcatraz australiano.
Las colonias se sitúan en islas, acantilados o cabos, en zonas donde los mamíferos tienen un acceso difícil. Posiblemente esto brinda protección para las aves marinas, que suelen ser torpes en tierra. La colonialidad se presenta en las aves que no defienden sus áreas de alimentación —como las salanganas, que tienen una fuente de alimento muy variable— y probablemente esta sea la razón por la que aparece con mayor frecuencia en las aves marinas. Otra posible ventaja es que las colonias pueden actuar como «centros de información», donde las aves marinas que se dirigen al mar para alimentarse pueden averiguar qué presa se encuentra disponible al observar a sus compañeros que regresan. Por otra parte, entre las desventajas se encuentra que las colonias pueden propagar rápidamente las enfermedades. También atraen la atención de los depredadores, principalmente otras aves. Muchas especies se ven obligadas a regresar por la noche a sus nidos para evitar la depredación.

### Migración

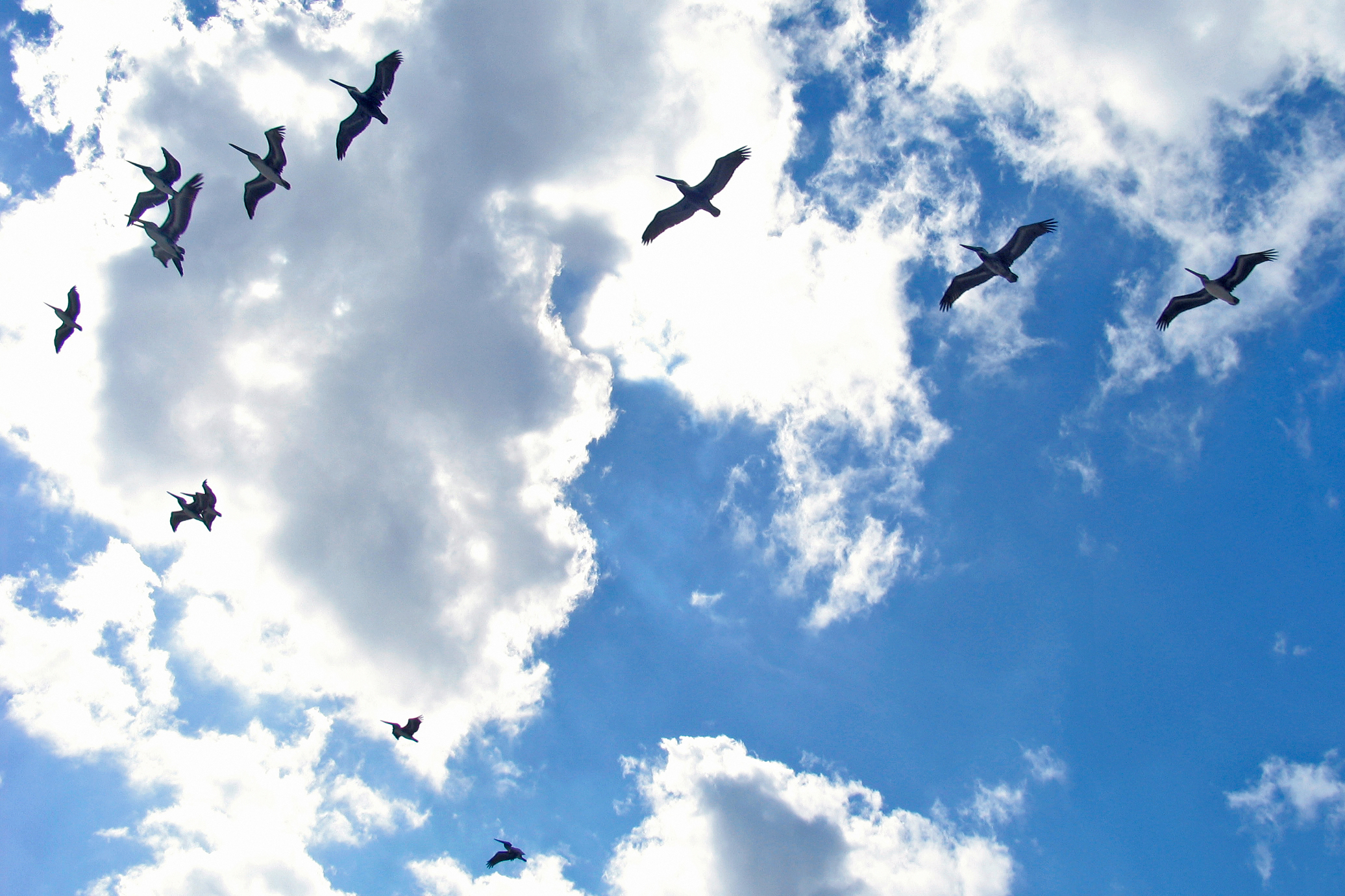
Bandada de pelícanos volando sobre la bahía de La Habana. Estas aves ingresan a Cuba cada año desde América del Norte durante el invierno en el hemisferio septentrional.

Al igual que otras especies, las aves marinas suelen emigrar después de la temporada de apareamiento. De todos, el recorrido realizado por el charrán ártico es el más extenso, pues cruza el ecuador terrestre para pasar el verano austral en la Antártida. Otras especies también realizan viajes transecuatoriales, tanto desde el norte hacia el sur como en sentido contrario. La población de charranes elegantes que anida en Baja California se divide después de la época de apareamiento en grupos que viajan al norte hasta la costa central de California, mientras otros viajan al sur hasta Perú y Chile para establecerse en la zona de la corriente de Humboldt. Las pardelas sombrías emprenden un ciclo de migración anual que rivaliza con el de los charranes árticos. Estas aves anidan en Nueva Zelanda y Chile y durante el verano boreal se establecen en las costas del Pacífico Norte —como en Japón, Alaska y California—, un recorrido anual de 64 000 km.
Otras especies migran distancias más cortas desde los lugares de anidación y su distribución en alta mar es determinada por la disponibilidad de alimentos. Si las condiciones oceánicas no son adecuadas, las aves marinas emigran a zonas con mejores condiciones, a veces de forma permanente si el ave es joven. Después de emplumecer los pájaros jóvenes tienden a dispersarse más que los adultos y en diferentes áreas, por lo que frecuentemente son vistos fuera de la distribución normal de la especie. Algunas aves, como los álcidos, no tienen una migración organizada, pero el grupo puede dirigirse hacia el sur cuando se acerca el invierno. No obstante, otras especies no se dispersan, como ocurre en algunos hidrobátidos, pelecanoides y falacrocorácidos, sino que permanecen cerca de su colonia de anidación todo el año.

### Fuera del mar

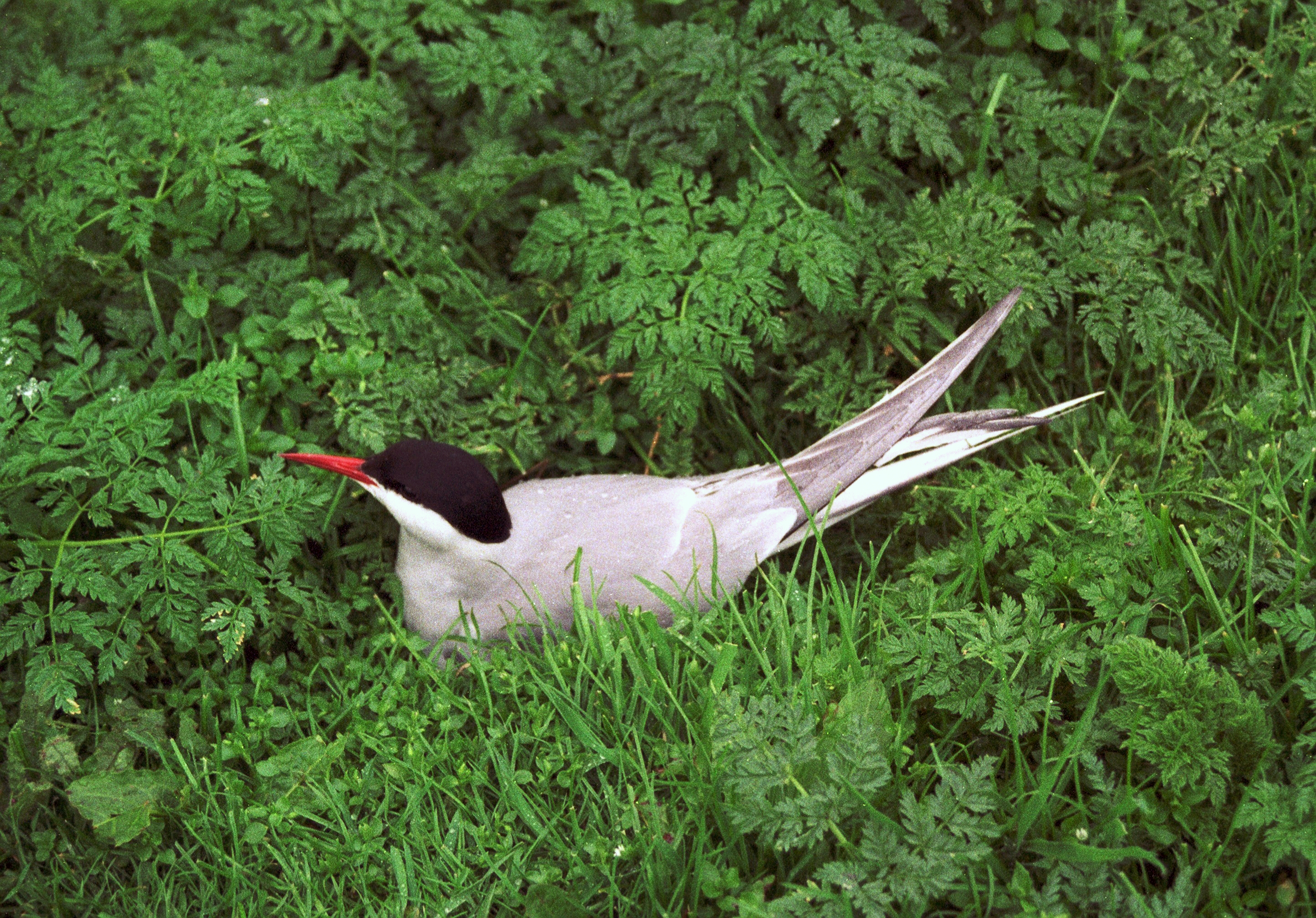
Los charranes árticos se reproducen en el ártico y subártico y pasan el invierno en la Antártida.

Si bien la definición de este grupo de aves sugiere que se pasan la vida en el océano, muchas especies de aves marinas a lo largo de su vida residen en mayor o menor medida tierra adentro. Muchas especies se reproducen decenas, cientos o incluso miles de kilómetros lejos de la costa. Algunas de estas especies vuelven al océano para alimentarse; por ejemplo, se han encontrado nidos de petreles blancos a 480 km en el interior del continente antártico, aunque es poco probable que encuentren algo para comer cerca de estos sitios. El mérgulo jaspeado anida en bosques primarios y busca coníferas de gran tamaño y muchas ramas para construir su nido allí. Otras especies, como la gaviota californiana, anidan y se alimentan en los lagos y luego se dirigen a las costas en el invierno. Algunas especies de falacrocorácidos, pelícanos, gaviotas y charranes nunca visitan el mar, sino que habitan en lagos, ríos, pantanos; algunas gaviotas, en ciudades y terrenos agrícolas. En estos casos, se considera que son aves terrestres o de agua dulce con ancestros marinos.
Algunas aves marinas, principalmente las que anidan en la tundra —como los estercoráridos y los falaropos— emigran por tierra también. Otras especies, como los petreles, alcas y alcatraces, son más limitados en sus hábitos, pero de vez en cuando se alejan del mar como vagabundos. Esto ocurre frecuentemente en aves jóvenes sin experiencia, pero también en muchos adultos exhaustos que atraviesan fuertes tormentas, un evento conocido como wreck (lit., «naufragio»), en el que los observadores de aves aprecian muchos avistamientos.

## Relaciones con el ser humano

### Las aves marinas y la pesca
Las aves marinas tienen una larga asociación con la pesca y los marineros, y hay beneficios y desventajas de esta relación. Tradicionalmente, los pescadores han utilizado las aves marinas como indicadores de la presencia de cardúmenes, de los bancos oceánicos con potenciales recursos pesqueros y con posibles lugares para recalar. De hecho, esta conocida asociación de las aves marinas con la tierra fue fundamental para permitir que los polinesios localizaran pequeñas islas en el Pacífico. También, estas aves han proporcionado alimento a los pescadores lejos de la tierra firme, al igual que cebo. Incluso, se han empleado cormoranes atados para la captura de peces. De manera indirecta la pesca se ha beneficiado del guano producido por las colonias, pues actúa como fertilizante para las playas circundantes.
Los efectos negativos de las aves marinas sobre las industrias pesqueras se restringen, en su mayoría, a los saqueos en las plantas de acuicultura. Por su parte, en la pesca con palangre, las aves roban los cebos. Existen reportes de agotamiento de presas por causa de las aves marinas, pero, si bien existen algunas pruebas de ello, sus efectos se consideran menores a los de mamíferos marinos y peces depredadores, como el atún.

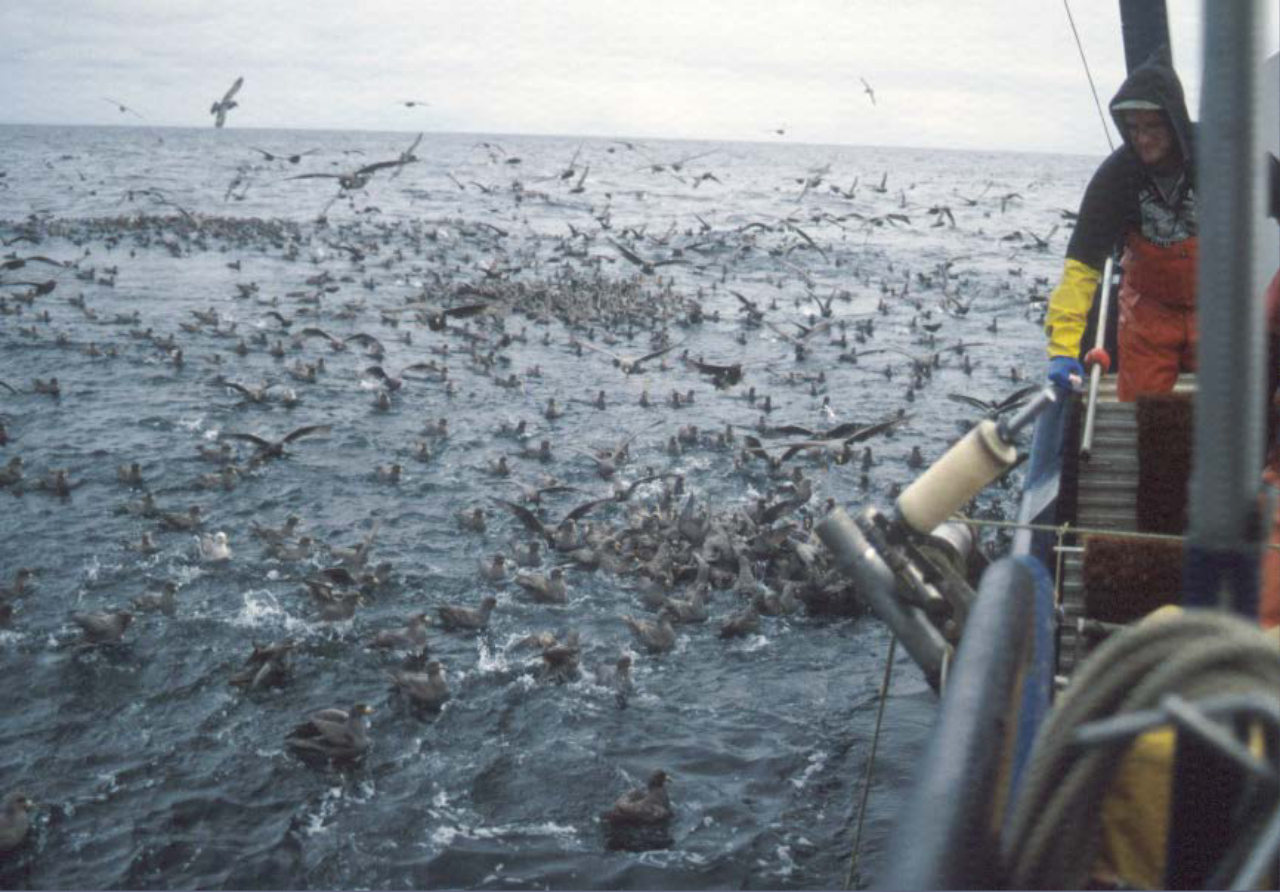
Un grupo de aves marinas (en su mayoría fulmares boreales) se reúnen frente a un buque de palangre.

Algunas especies de aves marinas se han beneficiado de las pesqueras, en especial de los peces y despojos descartados. Por ejemplo, estos últimos constituyen el 30 % de la dieta de estas aves en el mar del Norte y hasta el 70 % de la comida en otras poblaciones de aves marinas. Esto puede traer otras consecuencias, como por ejemplo, la propagación del fulmar boreal en el territorio británico, atribuida en parte a la disponibilidad de descartes. Generalmente estos benefician a las aves que se alimentan en la superficie del mar, como los alcatraces y petreles, no así a las que persiguen la comida buceando, como los pingüinos.
La industria pesquera también tiene efectos negativos sobre las aves marinas, en particular sobre los albatros, que viven mucho y son lentos en aparearse; esto es una preocupación acuciante para los conservacionistas. La captura accidental de aves atrapadas en redes o enganchadas en líneas de pesca ha tenido un gran impacto en el número de las poblaciones; por ejemplo, se estima que 100 000 albatros se enredan y ahogan cada año en las líneas de atún colocadas por las pesqueras con palangre. En general, cada año cientos de miles de aves son capturadas y mueren, algo preocupante considerando algunas de las especies más raras —por ejemplo, se ha reducido la población de albatros de cola corta a 2000 individuos—. Según un estudio del Programa Nacional de Observadores a Bordo de la Flota Atunera de Uruguay, las especies más afectadas por estos incidentes con la pesca palangrera son el albatros de ceja negra, el albatros pico fino y la pardela gorgiblanca. Se cree que las aves marinas también sufren las consecuencias de la sobrepesca.

### Explotación
La cacería y recolección de huevos de aves marinas han contribuido a la disminución de muchas especies y la extinción de varias, entre ellas el alca gigante y el cormorán brillante. Estas aves fueron cazadas debido a su carne por los pueblos costeros a lo largo de la historia; de hecho, en el sur de Chile, las excavaciones arqueológicas en muladares evidenciaron la caza de albatros, cormoranes y pardelas desde hace unos 5000 años atrás. Esto hizo que varias especies se extinguieran en diferentes lugares; en particular, por lo menos 20 de 29 especies ya no se reproducen en la isla de Pascua. En el siglo XIX, la cacería de estas aves por su grasa y plumas para el comercio de sombreros alcanzó niveles industriales. El muttonbirding o recolección de polluelos de pardela se desarrolló como una industria importante en Nueva Zelanda y Tasmania, y el petrel de Solander, conocido en esas zonas como providence petrel, resultó famoso por su llegada aparentemente milagrosa en la isla de Norfolk, donde proporcionó una ganancia inesperada para los hambrientos colonos europeos. En las islas Malvinas cientos de miles de pingüinos son capturados anualmente por su aceite. Durante mucho tiempo, los huevos de las aves marinas han sido una fuente importante de alimento para los marineros que realizan largos viajes; también se incrementa su consumo cuando los asentamientos urbanos crecen en áreas cercanas a una colonia de aves. A mediados del siglo XIX, los recolectores de huevos de San Francisco recolectaron casi medio millón de huevos en un año en las islas Farallón, un período histórico de las islas del que las aves todavía se están recuperando.

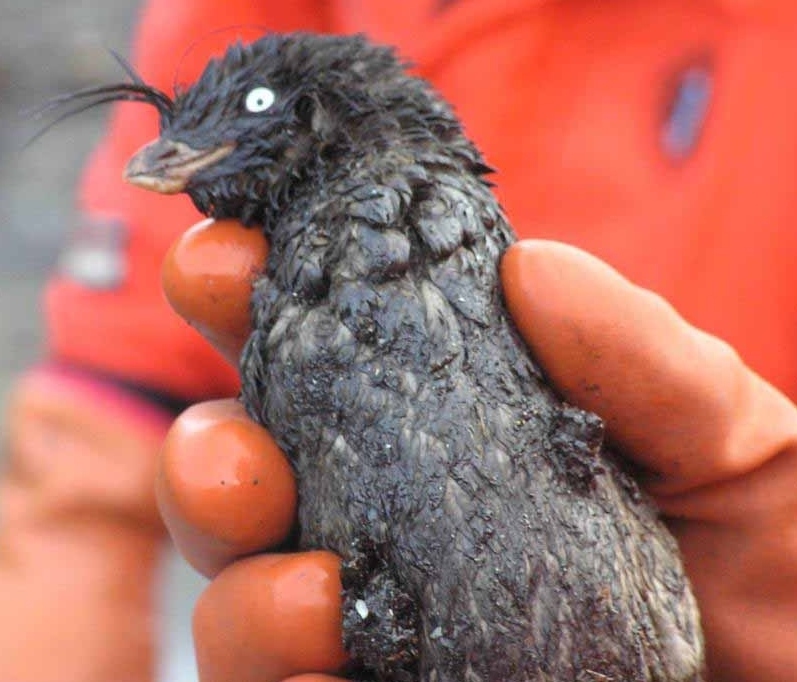
Un mérgulo empenachado cubierto con petróleo en Alaska durante el derrame del Selendang Ayu en 2004.

Tanto la caza como la recolección de huevos continúan actualmente, aunque no de la misma forma que en el pasado, y en general con mayor control. Por ejemplo, los maoríes de la isla Stewart continúan recolectando polluelos de pardela sombría, como lo han hecho durante siglos, con métodos tradicionales (llamados kaitiakitanga) para encargarse de la recolección, aunque ahora colaboran con la Universidad de Otago en el estudio de las poblaciones. Sin embargo, en Groenlandia la cacería descontrolada está llevando muchas especies a un declive exagerado.

### Otras amenazas
Otros factores humanos han llevado a la disminución o extinción de poblaciones, colonias y especies de aves marinas. De estos, quizás el más grave es la introducción de especies. Las aves marinas, que anidan principalmente en pequeñas islas apartadas, han perdido muchos de los comportamientos defensivos contra depredadores. Los gatos salvajes son capaces de atrapar aves de un tamaño similar a los albatros, y muchos roedores introducidos, tales como la rata de Polinesia, pueden llevarse los huevos escondidos en madrigueras. Cabras, vacas, conejos y otros herbívoros introducidos pueden ocasionar problemas, sobre todo cuando las especies necesitan vegetación para protegerse o sombra para sus crías.
La perturbación de las colonias por obra de los seres humanos también es un problema. Los visitantes, incluso los turistas bien intencionados, pueden espantar a los adultos en los nidos, lo que deja a los huevos y polluelos vulnerables ante los depredadores. En otros casos, los nidos son destruidos por los visitantes. Algunos estudios elaborados sobre pingüinos de la Patagonia argentina y de Nueva Zelanda muestran que el turismo afecta las condiciones de estas aves. Un análisis acerca del impacto del turismo natural en poblaciones del pingüino ojigualdo demostró que la presencia de seres humanos en las playas impide que los adultos consigan suficiente alimento para los pichones, lo que repercute en su masa corporal y en sus posibilidades de sobrevivir. Sin embargo, otra investigación sugirió que el pingüino de Magallanes, en la Patagonia, no abandona su nido ante la presencia de seres humanos; esto parece indicar que es posible hacer coincidir la reproducción de la especie con el turismo controlado.
La contaminación ha provocado una disminución importante en algunas especies. El desarrollo de toxinas y sustancias contaminantes también es motivo de preocupación. Las aves marinas fueron víctimas del DDT hasta que se prohibió dicho químico por su daño al medio ambiente; de hecho, sus efectos en la gaviota occidental dieron como resultado la preeminencia de individuos de sexo femenino, problemas de desarrollo embrionario y dificultad para reproducirse. Esta sustancia también afectó, en la década de 1990, al pingüino de Magallanes y a la gaviota cocinera en el mar Argentino. Las aves marinas también son vulnerables a los derrames de petróleo, ya que destruyen la impermeabilidad del plumaje, lo que ocasiona que las aves se ahoguen o mueran de hipotermia. La contaminación lumínica también tiene un efecto perjudicial en algunas especies, especialmente en aves marinas nocturnas como los petreles.

### Conservación

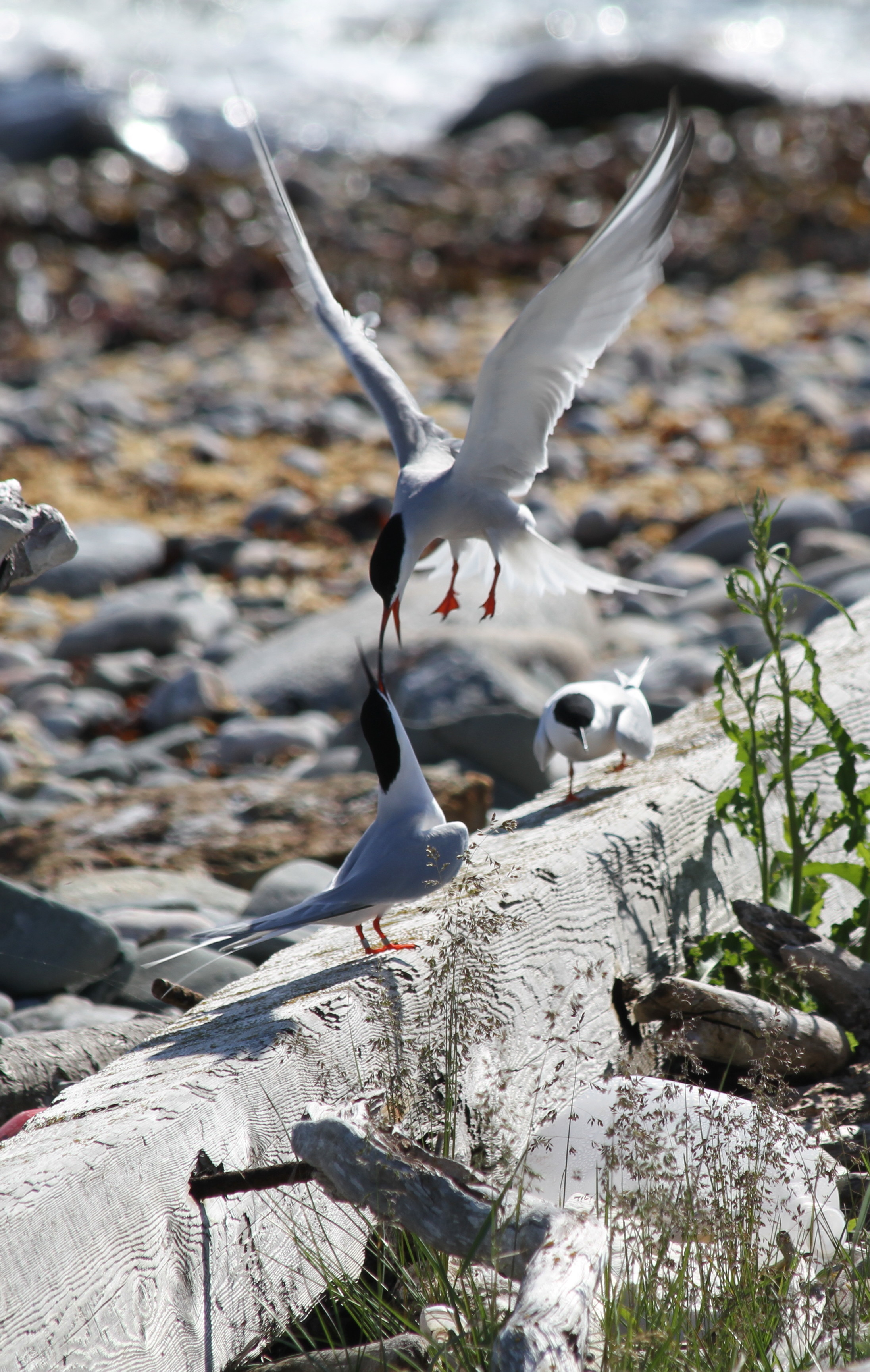
Un charrán común molestando a un grupo de charranes rosados. Fotografía tomada en la isla Metinic, adquirida por el Servicio de Pesca y Vida Silvestre de los Estados Unidos.

La protección de estas aves es antigua: el siglo VI, Cuthbert de Lindisfarne ya había promulgado lo que se considera la primera ley de conservación de las aves en las islas Farne. Aunque muchas especies habían desaparecido en el siglo XIX, como el alca gigante, el cormorán de Pallas o el pato del Labrador, a finales del siglo se crearon las primeras leyes para la protección de las aves y reglamentos de cacería que prohibían los perdigones de plomo por haber envenenado a muchas aves. El envenenamiento por plomo causa anemia severa y trastornos de los sistemas circulatorio, inmune y nervioso, al igual que el hígado, los riñones y su fertilidad. Pueden llevar un ave a la muerte en días o semanas; además, incide en su capacidad para llevar a cabo la migración.
En Estados Unidos, las amenazas que enfrentan las aves marinas no son ignoradas por los científicos del movimiento conservacionista. En 1903 el presidente Theodore Roosevelt declaró la isla Pelícano, en Florida, como refugio nacional de vida silvestre para proteger a las colonias de aves —el pelícano pardo anida allí—. En 1909 protegió las islas Farallón. En la actualidad muchas colonias reciben medidas de protección, como las que se forman en la isla Heron en Australia o en la isla Triangle en la Columbia Británica. Las técnicas de restauración ecológica, en las que Nueva Zelanda es pionera, permiten la remoción de invasores exóticos de islas cada vez más grandes. Se consiguió expulsar a los gatos salvajes de la isla Ascensión, al igual que los zorros polares de las islas Aleutianas y las ratas de la isla Campbell. La remoción de estas especies introducidas permitió que aumentara el número de individuos de las especies bajo presión e incluso el retorno de especies extirpadas. Después de que los gatos abandonaran la isla Ascensión, las aves marinas regresaron a anidar allí por primera vez en más de cien años.
El estudio de las colonias de las aves marinas permite mejorar su conservación y proteger los espacios que utilizan para su reproducción. En el caso del cormorán moñudo, que habita en el Paleártico occidental, sus migraciones están determinadas por la fidelidad de sitio. Un estudio sobre la colonia de las islas Cíes en España argumenta que, dado que la reproducción es más exitosa cuando estas aves conquistan lugares nuevos, los criterios de protección no solo deberían estar basados en el número o el tamaño de las poblaciones, sino que deben tomar en cuenta la etiología de la especie. En el caso de la gaviota cocinera, que anida en el litoral argentino y la Patagonia, también se considera necesario diseñar programas de conservación que tengan en cuenta sus hábitos de apareamiento. Además, ciertas aves marinas pueden funcionar como «especies centinela», es decir que su estado de salud y conservación sirve como indicio del resto de las poblaciones: es el caso del pelícano pardo en las islas del golfo de California, en México. El verdadero estado de conservación de las aves marinas en España fue ignorado hasta la década de 1980, cuando la información comenzó a estar disponible. A la vez, desde 1954, cuando se fundó la Sociedad Española de Ornitología, se considera que la situación de las aves en el país mejoró. En 2016 se creó en Pontevedra, Galicia, la Reserva Ornitológica de O Grove, la primera de la región. Posee territorios marinos y en ella se puede observar especies como la pardela balear y el cormorán moñudo. Paralelamente, en Latinoamérica también existen iniciativas para proteger la fauna y las aves marinas, como las investigaciones en la reserva natural de la isla Gorgona en Colombia, las numerosas áreas protegidas en la provincia de Buenos Aires, en Argentina. o también en la Isla de Aves en Venezuela.

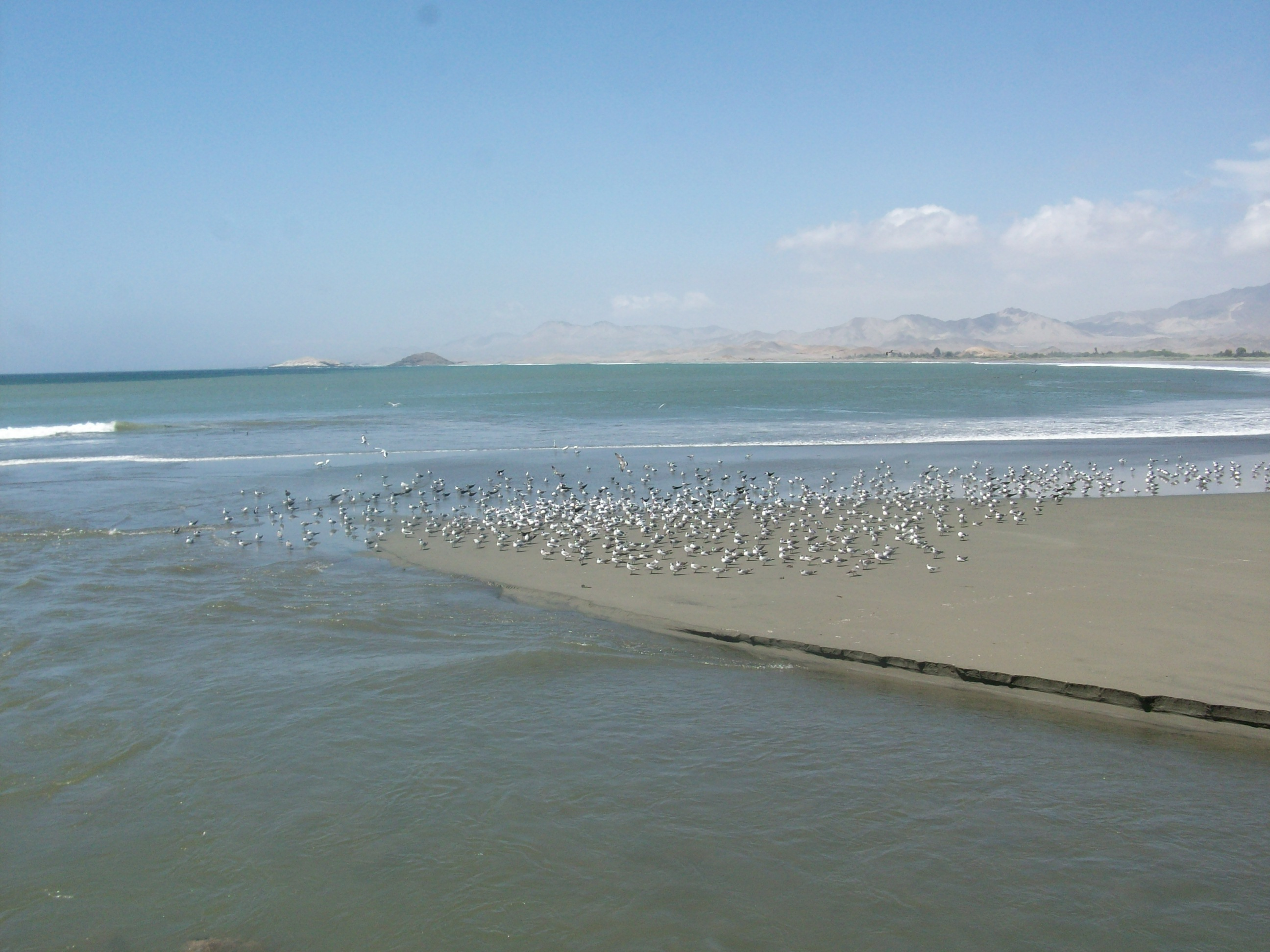
Para garantizar la conservación de las aves marinas es necesario considerar su etología y sus ciclos de apareamiento.

Es posible reducir la mortandad de las aves marinas causada por la pesca con palangre con técnicas como colocar líneas de pesca de noche, teñir los anzuelos de color azul o colocarlo debajo del agua, aumentar el peso de las líneas o emplear espantapájaros. Cada vez más flotas de pesca internacionales están obligadas a emplear estas técnicas. La prohibición internacional de la pesca con redes de enmalle ha reducido la cantidad de aves y otros animales marinos. De todas formas, las redes que quedan a la deriva, un accidente que es consecuencia de este tipo de pesca ilegal, continúan siendo un problema grave para la fauna del mar.
Uno de los proyectos del Milenio —un paso previo para alcanzar los Objetivos de Desarrollo del Milenio— en el Reino Unido fue el Scottish Seabird Centre, localizado cerca de grandes refugios de aves en la Roca Bass, en Fidra y en las islas de alrededor. Esta área es el hábitat de enormes colonias de alcatraces, auks, estercoráridos y otras especies. Este centro posibilita que los visitantes vean videos en vivo desde las islas y aprendan acerca de las amenazas que sufren estas aves y cómo protegerlas; además, ha mejorado la imagen de la conservación de aves en el país. El turismo enfocado en las aves marinas genera ingresos a las comunidades de la costa y da mayor visibilidad a su cuidado. Por ejemplo, la colonia de albatros real del norte en Taiaroa Head (Nueva Zelanda) atrae a cuarenta mil turistas por año.
A finales del siglo XX la protección de las aves estuvo acompañada por la de sus hábitats (conservación o manejo restaurativo de lagunas, estuarios, marismas, sitios de invernada o descanso) y sus recursos alimenticios, a través de una regulación del estado de las especies para cacería y que no son objeto de estudio científico. Entre los acuerdos y convenciones internacionales se encuentran el Acuerdo sobre la Conservación de Albatros y Petreles —ratificado por Argentina, Australia, Brasil, Chile, Ecuador, España, Francia, Noruega, Nueva Zelanda, Perú, el Reino Unido, Sudáfrica y Uruguay— el Convenio de Berna y el AEWA.

### En la cultura popular

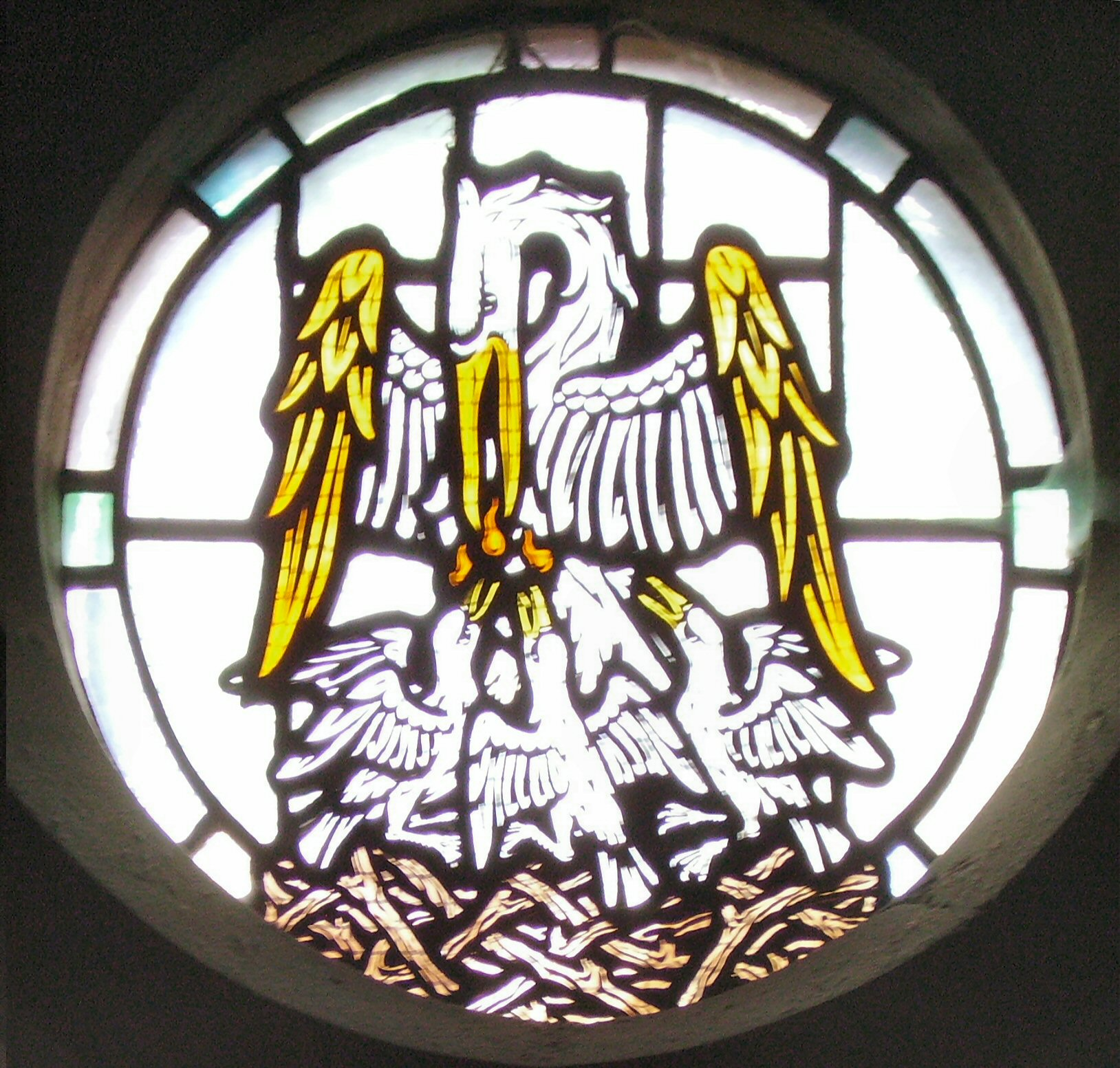
Representación en vitral de un pelícano con sus polluelos en la iglesia de San Marcos, en Gillingham (Kent).

Muchas aves marinas son poco estudiadas y poco conocidas. Sin embargo, algunas como particularmente los albatros y las gaviotas han irrumpido en la conciencia popular. Los albatros han sido descritos como «los pájaros más legendarios» y son asociados a una variedad de mitos y leyendas. En primer lugar, el nombre científico de la familia a la que pertenecen los albatros, Diomedeidae, se basa en el mito de la derrota del héroe argivo Diomedes y su metamorfosis en ave. Otro ejemplo es la superstición de los marineros de que es de mala suerte causarles daño. Se trata de un mito derivado del poema de Samuel Taylor Coleridge «The Rime of the Ancient Mariner», en el que un marinero es condenado a portar el cadáver del albatros que mató sobre el cuello. El segundo poema de Las flores del mal de Charles Baudelaire es «El albatros» (L'albatros), una composición en tres cuartetos y en verso alejandrino; allí, el yo lírico describe el hábito de los marineros de cazar estas aves y también el efecto que eso produce en ellas, primero tan majestuosas y luego tan torpes. El poeta se compara con un albatros porque «sus alas de gigante le impiden caminar». En la música popular esta ave también tuvo importancia. La canción de electro house «I'm an Albatraoz» (2014), que tuvo un gran reconocimiento comercial y fama, cuenta la historia de una mujer que se identifica con un albatros, en oposición a otra, llamada Laurie y asociada con un ratón.
Las gaviotas son de las aves marinas más conocidas, dado su uso de hábitats hechos por el hombre (como ciudades y vertederos) y su naturaleza frecuentemente intrépida. Por tanto, también han surgido en la conciencia popular: según un mito de los indígenas lilloet, la gaviota era la guardiana de la luz del día, hasta que el cuervo se la robó; esto es coherente con la simbología general de las aves, que representan un impulso de elevación y espiritualidad. También han aparecido en la literatura en forma de metáfora —como en Juan Salvador Gaviota de Richard Bach— o para denotar cercanía al mar, como su uso en El Señor de los Anillos de J. R. R. Tolkien, tanto en la insignia de Gondor y, por consiguiente, Númenor (utilizada en la decoración escénica de la adaptación cinematográfica) como en la canción que Legolas entona en el bosque de Ithilien, en la que revela su nostalgia por la tierra a la que partirá, la morada última de los elfos. Además, en La gaviota de Antón Chéjov, la actriz fracasada que protagoniza la historia, Nina, observa a una gaviota embalsamada y la considera un símbolo que no termina de entender; este objeto es una prolepsis del suicidio de su enamorado, el dramaturgo Tréplev. La gaviota en esta obra puede representar la locura y la libertad. Otras especies también han servido de inspiración al ser humano: desde hace tiempo, los pelícanos se han asociado con la misericordia y el altruismo debido a un mito cristiano occidental temprano que dice que abrieron sus pechos para alimentar a sus pichones hambrientos. Esta imagen es una alegoría de Cristo.

## Aves marinas en peligro

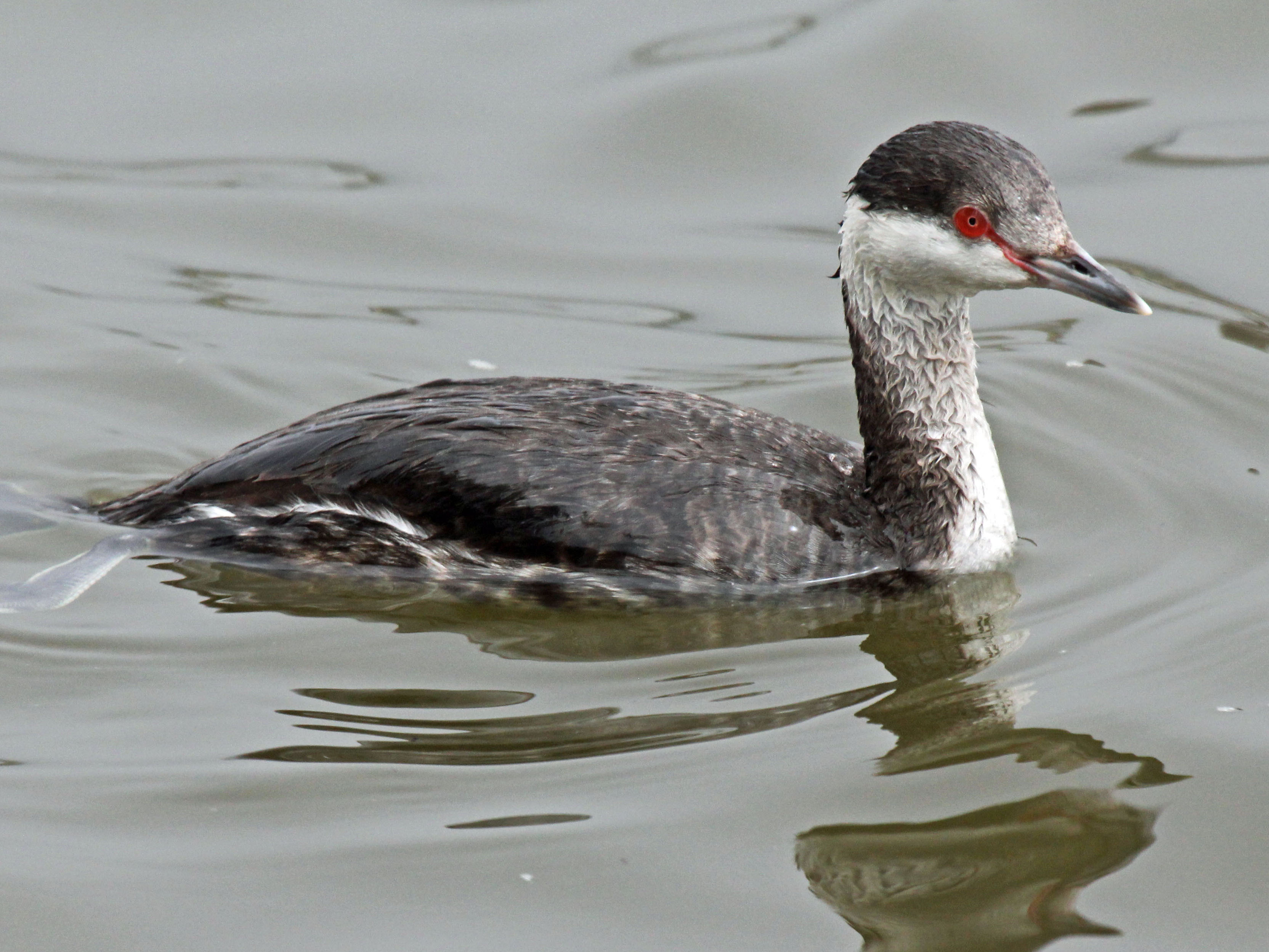
Zampullín cuellirojo, ave amenazada, con plumaje invernal.

En el mundo hay unas trescientas especies de aves marinas, unos seiscientos treinta millones en total, de las que hay ciento diez especies amenazadas, unos sesenta millones de individuos, con una disminución del 70 % desde 1950. Las amenazas más importantes son la alteración del hábitat, la contaminación, el cambio climático y la pesca comercial. Hay nueve órdenes de aves marinas: fetontiformes (con tres especies conocidas como rabijuncos), pelecaniformes (con tres especies de pelicanos, sin amenazas), podicipediformes (cuatro especies de zampullines y somormujos, con una amenazada, el zampullín cuellirojo), gaviformes (con cinco especies de colimbos, buceadores, sin amenazas), esfenisciformes (dieciocho especies de pingüinos, con diez especies amenazadas), anseriformes (ciento  ochenta especies en tres familias, pero solo veintiuna especies de aves marinas, entre ellas patos, serretas y éideres, de las que cuatro están amenazadas), suliformes (cuarenta  y cinco especies de aves marinas, entre ellas fragatas y cormoranes, de las que quince están amenazadas), caradriformes (ciento veintiuna especies, entre ellas gaviotas, charranes y frailecillos, de las que dieciséis están amenazadas) y procelariformes (ciento cuarenta especies, entre ellas albatros, pardelas, petreles, de las que sesenta y cuatro están amenazadas).